# Stadion im. Włodzimierza Smolarka w Aleksandrowie Łódzkim
Stadion im. Włodzimierza Smolarka – stadion piłkarski w Aleksandrowie Łódzkim, w Polsce. Obiekt może pomieścić 2086 widzów. Swoje spotkania rozgrywają na nim piłkarze klubu Sokół Aleksandrów Łódzki.
Stadion został wybudowany po II wojnie światowej. Pierwotnie jego gospodarzem był Włókniarz Aleksandrów Łódzki. W latach 90. XX wieku Włókniarz został rozwiązany, a jego miejsce zajął Sokół. W tym samym czasie utworzono również Miejski Ośrodek Sportu i Rekreacji (MOSiR), który zajął się administrowaniem stadionem. 23 czerwca 2013 roku stadion oddano do użytku po gruntownej modernizacji, w trakcie której m.in. zlikwidowano bieżnię wokół boiska wraz z dotychczasowymi trybunami i wybudowano nowe trybuny (zadaszoną trybunę główną po stronie zachodniej oraz trybunę za północną bramką). Wraz z otwarciem po remoncie nadano stadionowi imię pochodzącego z Aleksandrowa Łódzkiego i zmarłego rok wcześniej Włodzimierza Smolarka.